# Exorzismus-Todesfall in Frankfurt am Main 2015
Bei dem Todesfall durch Exorzismus in Frankfurt am Main wurde am 5. Dezember 2015 eine damals 41-jährige Koreanerin von Familienangehörigen im Verlauf einer spirituellen Teufelsaustreibung in einem Zimmer des Hotels InterContinental in Frankfurt am Main erstickt. Von diesem „grausamen Tötungsdelikt“ berichtete die Frankfurter Staatsanwaltschaft erstmals ausführlich am 9. Dezember 2015 und gab bekannt, dass es sich bei den Tätern um eine 44 Jahre alte Frau, ihren 21-jährigen Sohn, ihre 19 Jahre alte Tochter und zwei 15-jährige Jungen handele. Schon kurz darauf berichteten neben den drei in Frankfurt erscheinenden Zeitungen auch andere europäische Medien sowie – zumeist auf Grundlage eines Artikels der Nachrichten- und Presseagentur Associated Press – Medien in Amerika, Asien und Australien über das Geschehen, und auch der ein Jahr später begonnene Strafprozess wurde international wahrgenommen.

## Ergebnisse der staatsanwaltschaftlichen Ermittlungen
Vier Tage nach dem Tod der 41-jährigen Koreanerin gab die Frankfurter Staatsanwaltschaft erste Ermittlungsergebnisse bekannt. Demnach erklärten die mutmaßlichen Täter, darunter auch der 15 Jahre alte Sohn des Opfers, die 41-Jährige sei „verwirrt und schreiend durch das Hotelzimmer gelaufen“. Dieses Verhalten habe man dahingehend interpretiert, „dass sie von Dämonen besessen“ sei, weswegen man mit einem Exorzismus begonnen habe. Unklar sei, „ob das mit Zustimmung der 41-Jährigen“ geschah. Im Verlauf des Exorzismus sei die schließlich Getötete wiederholt auf Bauch und Brustkorb geschlagen worden. Um ihre Schreie zu unterdrücken, sei ihr ein Handtuch in den Mund gestopft worden. Die Obduktion der Leiche habe ergeben, dass die Frau erstickt sei: „Ihr Körper war von Hämatomen übersät, in ihrem Mund steckte ein Kleiderbügel.“ Den Ermittlungen zufolge „fügten die Beschuldigten dem Opfer über einen Zeitraum von mindestens zwei Stunden Schmerzen und Qualen zu, wobei ihr Handeln von einer gefühllosen und unbarmherzigen Gesinnung getragen war“, berichtete die Staatsanwaltschaft. Ein Ermittlungsrichter habe daher gegen die fünf koreanischen Staatsbürger Haftbefehl wegen Mordes erlassen: Es liege das Mordmerkmal der Grausamkeit vor.
Einem Bericht der Frankfurter Rundschau zufolge hatte die Gruppe nach der Tat einen koreanischen evangelischen Pfarrer der Frankfurter Zion-Gemeinde auf ihr Zimmer gerufen. Als dieser den von Hämatomen übersäten Leichnam gesehen habe, sei er zur Rezeption des Hotels gelaufen und habe die Polizei verständigt. Die Staatsanwaltschaft gehe davon aus, dass die koreanische Gruppe „vermutlich aus dem Umfeld evangelischer Sektierer“ stamme. Die Verhafteten seien gemeinsam mit der Getöteten und mehreren anderen Koreanern sechs Wochen vor der Tat nach Deutschland eingereist und hätten danach – bis zum Einzug ins InterContinental-Hotel – in Sulzbach bei Frankfurt ein gemietetes Haus bewohnt. Ergänzend wurde berichtet, dass Teufelsaustreibungen in Südkorea „sowohl von einigen christlichen Priestern als auch von traditionellen Schamanen praktiziert“ werden, jedoch ohne dass dabei jemand zu Schaden komme.
Im Juni 2016 wurde schließlich von der Frankfurter Staatsanwaltschaft Anklage wegen Mordes gegen die fünf weiterhin Inhaftierten erhoben. Im Verlauf des Exorzismus habe die Gruppe der Geschädigten „über einen Zeitraum von mindestens zwei Stunden körperliche Schmerzen und Qualen zugefügt, die über das für die Tötung erforderliche Maß weit hinausgingen“. Die grausame Behandlung der Geschädigten habe zu ihrem Tod durch Ersticken geführt.

## Hauptverhandlung
Am 10. Oktober 2016 begann das Gerichtsverfahren mit der öffentlichen Hauptverhandlung vor der 3. großen Jugendkammer des Landgerichts Frankfurt am Main gegen die fünf an der Tat beteiligten Personen unter dem Vorsitzenden Richter Ulrich Erlbruch. Wie vier Monate zuvor bei Bekanntgabe der Anklage warf die Staatsanwaltschaft der Cousine des Opfers, dem zum Zeitpunkt der Tat 15 Jahre alten Sohn des Opfers, dessen gleichaltrigem Cousin sowie dem Sohn und der Tochter der Cousine des Opfers die Tötung ihrer Verwandten vor und begründete die Bewertung der Tat als gemeinschaftlich begangenen Mord mit dem Merkmal der Grausamkeit. Die Gerichtsverhandlung fand gemäß § 33 des Jugendgerichtsgesetz (JGG) vor einer Jugendkammer statt, weil zwei der fünf Angeklagten Minderjährige und zwei weitere Heranwachsende waren. Zum Schutz der vier Jugendlichen ordnete das Gericht die Verpixelung von Film- und Fotoaufnahmen ihrer Gesichter an, lehnte den Ausschluss der Öffentlichkeit aber mehrfach ab.
Die Rekonstruktion des Geschehens durch die Staatsanwältin ergab laut Anklage, dass die Koreaner nach Deutschland eingereist seien, um im Rhein-Main-Gebiet ein Import-Export-Geschäft zu eröffnen. Als ersten Wohnsitz in Deutschland habe man in Sulzbach am Taunus eine Doppelhaushälfte gemietet. Dieses Haus habe sich jedoch als von Dämonen besiedelt entpuppt, denen die Gruppe offenbar mit Brandopfern – man fand unter anderem diverse verbrannte Handys – und an den Fenstern ausgestreutem Granulat beizukommen versuchte. Weil aber alle spirituellen Rituale nichts bewirkten, sei man schließlich vor den Sulzbacher Dämonen nach Frankfurt geflüchtet und habe im Frankfurter Hotel InterContinental zwei Zimmer gemietet. In der Nacht zum 5. Dezember 2015 habe sich dort jedoch die später Verstorbene ebenfalls als besessen erwiesen, weswegen in Zimmer 433 eine Teufelsaustreibung vorgenommen worden sei.
Das Auffinden der Leiche beschrieben der vom Pfarrer um 8.45 Uhr alarmierte Notarzt und dessen Rettungsassistent als Zeugen: Die Koreanerin sei am Vormittag des 5. Dezember 2015 vermutlich bereits einige Zeit tot gewesen. Sie lag bekleidet mit dem Rücken auf dem Boden und habe blaue Flecken im Gesicht und an den Händen gehabt. Außerdem seien ihre Mundwinkel eingerissen gewesen. Um die Tote seien kleine Flaschen aus der Minibar im Halbkreis angeordnet gewesen. Ein Rechtsmediziner berichtete ebenfalls von zahlreichen Einblutungen im Körper der Frau und rekonstruierte den Eintritt des Todes auf die Zeit zwischen 6.30 und 8.50 Uhr.
Am 15. November 2016 trug erstmals einer der Angeklagten, der zum Tatzeitpunkt 21-jährige, auf Anraten seiner beiden Verteidiger eine detaillierte Schilderung der Geschehnisse in Zimmer 433 vor; seine Einlassung fasste er so zusammen: „Keiner hat mit ihrem Tod gerechnet.“ Alle seien überrascht und entsetzt gewesen. Zuvor habe sich die Gruppe in Sulzbach nicht wohl gefühlt. Alle hätten in diesem Haus schlecht geschlafen, die Kinder hätten Alpträume gehabt, weswegen die Frauen in stundenlanges, heftiges Beten verfallen seien. Nach dem Umzug ins Hotel am 4. Dezember 2015 sei die Situation aber nicht besser geworden. Die später Getötete sei zunächst auf- und abgelaufen und habe heftig gebetet. Im Verlauf der Nacht sei ihr Zustand immer schlimmer und schlimmer geworden: Sie sei gegen sich selbst gewalttätig geworden und habe sich blutende Wunden in die Zunge gebissen. In einer Gerichtsreportage der Frankfurter Neuen Presse hieß es: „In ihrer Verzweiflung habe die Familie ihr den Kopf und die Arme festgehalten und ein Tuch in den Mund gesteckt, um sie zu beruhigen. Dass dies zum Tod führen könnte, damit habe weder er selber noch seine Angehörigen gerechnet, die sich bis auf kurze Unterbrechungen durchgehend in dem Zimmer aufgehalten hätten.“
In ähnlicher Weise äußerte sich im Dezember 2016 auch die angeklagte 44-jährige Koreanerin: Ihre Cousine habe immer wieder gerufen „Ich bin der Teufel, ich bringe Euch alle um“ und sich wiederholt gebissen. Sie habe den Kopf ihrer auf dem Boden liegenden Cousine daher festgehalten, um Schäden von ihr und den anderen Angehörigen abzuhalten, während ihre Kinder auf Armen und Händen der Frau saßen. Sie sei von einem „spirituellen Problem“ ausgegangen, habe aber nicht genau gewusst, wie in dieser Situation eine Teufelsaustreibung funktioniert. Sie gab an, in Korea nach strengen spirituellen Regeln gelebt zu haben und von der Existenz des Teufels und anderer böser Geister und Dämonen überzeugt zu sein. Sowohl sie als auch ihre gestorbene Cousine und eine weitere Cousine hätten in Sulzbach Geräusche und andere Erscheinungen wahrgenommen, die sie als Zeichen für die Anwesenheit böser Geister gedeutet hätten. Der Gerichtsreporter der Frankfurter Neuen Presse berichtete am 23. Dezember: „Klopfte und blubberte im Keller etwa die Heizung, trieb der Teufel eben dort gerade sein Unwesen. Man stellte am Absatz der Kellertreppe eine Reihe brennender Windlichter auf, um ihn einzuschüchtern. Auch die Kleidung schien vom Teufel infiziert. So wurde diese in einen mit Fett eingeschmierten Wok gelegt, um gemeinsam mit dem Satan in Flammen aufzugehen.“ Zudem sei bereits in Schwalbach beim jüngeren Sohn der 44-jährigen Hauptangeklagten ein Exorzismus ohne größere Konsequenzen vorgenommen worden – er habe plötzlich behauptet, eine Schlange gehe bei ihm ein und aus. Der Junge sei auf einem Stuhl gefesselt und geschlagen worden – mit Erfolg. Seine Mutter, berichtete ihr 21-jähriger Sohn vor Gericht, habe „schon viele Menschen vom Teufel befreit“, darunter in den Räumen einer koreanischen Kirchengemeinde in Schwalbach am Taunus auch eine weitere Cousine, die – wie der Junge – danach zurück nach Korea geschickt wurde.

## Urteil
Am 17. Februar 2017 rückte auch die Staatsanwältin in ihrem Plädoyer vom Vorwurf des gemeinschaftlichen Mordes ab, nachdem zuvor bereits der Vorsitzende Richter einen entsprechenden Hinweis gegeben hatte. Wegen Körperverletzung mit Todesfolge forderte die Staatsanwältin für die 44-jährige Hauptangeklagte 8 Jahre Haft: Sie habe sich „angemaßt, über Leben und Tod anderer zu entscheiden“. Bei den vier Mitangeklagten plädierte die Staatsanwältin ebenfalls auf Körperverletzung mit Todesfolge in jeweils minderschweren Fällen. Für den Sohn der Hauptangeklagten forderte sie vier Jahre Haft, für dessen etwas jüngere Schwester drei Jahre Jugendstrafe und für die beiden zur Tatzeit 15-jährigen Bewährungsjugendstrafen von jeweils zwei Jahren. Die geforderte hohe Strafe für die Hauptangeklagte begründete die Staatsanwältin damit, dass sie Verantwortung für die ganze Gruppe getragen habe. Als mildernder Umstand werde ihr jedoch zugutegehalten, dass sie „vor einem religiösen Hintergrund“ habe helfen wollen.
Die mit drei Berufsrichtern, einem weiblichen und einem männlichen Schöffen sowie mit einem Ersatzrichter und zwei Ersatzschöffen besetzte 3. Jugendkammer des Frankfurter Landgerichts blieb in ihrem Urteil am 20. Februar 2017 bei allen fünf Koreanern hinter den Anträgen der Staatsanwältin zurück. Die 44 Jahre alte Cousine des Opfers wurde wegen schwerer Körperverletzung mit Todesfolge zu sechs Jahren Haft verurteilt. Die anderen vier Tatbeteiligten wurden wegen Körperverletzung mit Todesfolge in einem minder schweren Fall nach Jugendstrafrecht verurteilt: Der Sohn der Haupttäterin wurde zu 24 Monaten Haft verurteilt, seine Schwester zu 21 Monaten Haft und die beiden zum Tatzeitpunkt 15-jährigen Jungen zu 18 Monaten Haft. Alle vier Jugendstrafen wurde zur Bewährung ausgesetzt, mit Verkündung des Urteils wurde von der Kammer zugleich der gegen die vier gerichtete Haftbefehl aufgehoben.
Der Vorsitzende Richter begründete die Strafzumessung durch die Kammer unter anderem damit, dass in der 18 Verhandlungstage umfassenden Hauptverhandlung der ursprüngliche Vorwurf widerlegt worden sei, bei den fünf Koreanern habe es sich um „grausame Folterer“ gehandelt, die nur das eine Ziel verfolgten, ihre Angehörige qualvoll zu töten. Das „emotional außergewöhnliche dynamische Geschehen“ in dem Hotelzimmer sei vielmehr „aus ihrer spirituellen Überzeugung heraus“ geschehen und habe „tragische Züge“ an sich. Für den Tod ihrer Cousine sei vor allem die Hauptangeklagte verantwortlich: „Sie war in der Gruppe die Erwachsene und bestimmte das Geschehen. Darüber hinaus hatte sie nach zwei gelungenen Teufelsaustreibungen Erfahrung“, hieß es im Urteil. Als gelernte Krankenschwester habe sie zudem von der Gefährlichkeit ihres Handels wissen müssen. Dennoch sei ihr die „religiöse und spirituelle Verblendung“ strafmildernd anzurechnen. Die Bewährungsstrafen begründete der Richter damit, dass der Handlungsspielraum der anderen vier Tatbeteiligten in dem Hotelzimmer aufgrund der Autorität der Hauptangeklagten stark eingeschränkt gewesen sei. Die Urteile wurden nach Ablauf der Fristen rechtskräftig.